# 石橋貴明のスポーツ伝説…光と影
『石橋貴明のスポーツ伝説…光と影』（いしばしたかあきのスポーツでんせつ…ひかりとかげ）は、2014年からTBS系列にて不定期放送されているスポーツ系ドキュメンタリーバラエティ番組である。とんねるずの石橋貴明の冠番組。

## 概要
無類のスポーツ好きとして知られるとんねるずの石橋貴明が、同局で放送されている『バース・デイ』や『プロ野球戦力外通告・クビを宣告された男達』の制作スタッフとタッグを組んで制作されているスポーツドキュメンタリー番組である。
ドキュメントVTRと再現ドラマでスポーツ界の“知られざる秘話”を紹介していく。

## 放送日
| 回数  | 放送日                  | 放送時間（JST） |
| ----- | ----------------------- | --------------- |
| 第1弾 | 2014年4月6日（水曜日）  | 21:00 - 22:54   |
| 第2弾 | 2014年9月17日（水曜日） | 21:00 - 22:54   |
| 第3弾 | 2016年5月18日（水曜日） | 22:25 - 翌0:19  |
| 第4弾 | 2017年4月5日（水曜日）  | 20:57 - 22:54   |

## 出演者

### MC
- 石橋貴明（とんねるず）

### 進行
- 出水麻衣（TBSアナウンサー）

### ナレーション
- 小栗旬（第2回）

## 内容
| 回     | 内容 | ゲスト                       |
| ------ | --- | ---------------------------- |
| 第1弾  | - 田中将大メジャー公式戦初登板(田中将大) - 球史に残る5打席連続敬遠（月岩信成：星稜高校） - 柿谷曜一朗の挫折（柿谷曜一朗：セレッソ大阪） - 栗原恵×大山加奈（栗原恵、大山加奈：バレーボール女子日本代表）                                                                              | 小栗旬、古田新太             |
| 第2弾  | - 2人の元巨人軍選手の人生を狂わせた事件の真相（吉村禎章、栄村忠広：読売ジャイアンツ） - 福原愛の光と影（福原愛：卓球女子日本代表） - 斎藤佑樹の光と影（斎藤佑樹：北海道日本ハムファイターズ）                                                                                        | 江川卓、定岡正二             |
| 第3弾  | - 戦犯と呼ばれ非難された女子バレーボール名セッターの涙と絶望（竹下佳江：バレーボール女子日本代表） - 日の丸に翻弄された女性たちの壮絶人生（小鴨由水：バルセロナ五輪女子マラソン日本代表） - 日本女子サッカー隆盛の立役者元ストライカーの壮絶人生（荒川恵理子：サッカー女子日本代表） | 川合俊一、増田明美、大竹七未 |
| 第４弾 | - 清原和博に敗れた者たち〜今､彼らから清原へのメッセージ（田上昌徳：宇部商業、田子譲治：千葉ロッテマリーンズ） - 稀勢の里になれなかった男（魁皇：大相撲） |                              |